# Motorola Gleam
Il Motorola Gleam è un telefono cellulare di tipo clamshell prodotto dalla Motorola a partire dal 2011.

## Storia
Il dispositivo è stato presentato al Mobile World Congress di Barcellona nel 2011.

## Dettagli
Per il form factor di tipo clamshell e per il design simile, il terminale è considerato l'erede del Motorola RAZR V3.
Sulla parte superiore, sotto l'obiettivo della fotocamera da 2 megapixel, vi è un led di notifica che informa sull'orario e su eventuali chiamate o messaggi in entrata; dispone della tecnologia Bluetooth 2.1 + EDR.
Viene immesso sul mercato nelle tre varianti di colore grey (grigio), thistle (cardo, una varietà chiarissima di viola) e lacquer red (rosso laccato); il costo è di € 99.

## Il restyling: Motorola Gleam+
Un anno dopo, al Mobile World Congress 2012, viene presentata una rivisitazione del Motorola Gleam: il nuovo terminale prende il nome di Motorola Gleam+; in esso l'obiettivo esterno della fotocamera è stato rimpicciolito per far sì che il led di notifica occupi tutta la parte superiore del dispositivo.